# Потьомкін Яків Олексійович
Яків Олексійович Потьомкін (10 жовтня 1782–1831) — російський офіцер Наполеонівських воєн (генерал-лейтенант, генерал-ад'ютант), командир Семенівського полку в 1812-20 рр.

## Біографія
Яків Потьомкін народився в Санкт-Петербурзі в дворянській сім'ї генерала Потьомкіна Олексія Яковича. Хрещений 24 жовтня 1782 року в церкві Воскресіння Христового при Обер-єгермейстерскому корпусі при воспріємстві брата Івана та сестри Катерини.

У 1794 році Потьомкін був зарахований в Сухопутний шляхетний кадетський корпус, а потім переведений в Пажеський корпус, звідки в 1797 році був визначений камер-пажем. Потім, 19 травня 1799 року Потьомкін був прийнятий в чині поручика. 31 березня 1805 отримав погони полковника і в 1805 і 1807 рр. бився з французами. Нагороджений 14 вересня 1807 орденом Святого Георгія 4-го кл. № 805: 
|  | У відплату відмінного мужності і хоробрості, наданих в битві 24 травня проти французьких військ, в якому, як були ми відряджений з полком при генерал-майора Хитрово на підкріплення генерал-лейтенанта Дохтурова, атакував ворога в засіках і, кинувшись на нього з мужністю і рішучістю, примусив ворога ретируватися з лісу в безладді і потім, вражаючи онаго з Безстрашний, переслідував до самого ломить, незважаючи на картечний ворожий вогонь, витіснив онаго з села, чим завдав ворогові жорстокої поразки. |

Брав участь в Російсько-шведській війні 1808—1809 р.р.
З 23 листопада 1809 року — шеф 2-го єгерського полку. З 26 січня 1810 року по 17 січня 1811 вибув у відставку.
Після повернення на військову службу Потьомкін був призначений командиром 3-ї бригади 17-ї піхотної дивізії і шефом 48-го єгерського полку, брав участь в Вітчизняній війні 1812 року. 12 грудня 1812 р. був призначений командиром лейб-гвардії Семенівського полку, брав участь у закордонному поході російської армії, відзначився в Кульмській битві, за що був нагороджений орденом Святого Георгія 3-го класу.
Звання генерал-ад'ютанта отримав 2 квітня 1814 року. З 22 липня 1819 року командир 2-ї гвардійської піхотної дивізії.

## Семенівська історія
Потьомкін не приховував співчуття до своїх підлеглих — він з гордістю носив форму Семенівського полку. Мемуарист Вигель Пилип Пилипович пише з цього приводу:
|  | Улюбленим полком імператора, якого біля батька дитини не мав він шефом, Семеновським полком, командував генерал-ад'ютант Яків Олексійович Потьомкін, відмінно хоробрий офіцер, але раздушенного франтик, який туалетом своїм чи не більш займався, чим службою. Офіцери любили його без пам'яті, і було за що. У поводженні з ними був він дружньо ввічливий і кілька менш вимогливий перед муштрою, ніж інші полкові командири. Дисципліна від того нітрохи не страждала. |

.

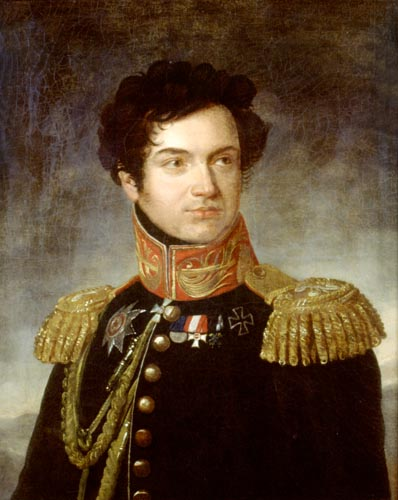
Портрет Я. А. Потьомкіна

Навесні 1820 Микола Павлович і Аракчеєв Олексій Андрійович домоглися переміщення генерала Потьомкіна, представивши його Олександру I «нездатним, по зайвого мягкосердію, командувати полком». Незабаром Потьомкін був переведений зі столиці в Рязань. Через півроку після цього солдати Семенівського полку збунтувалися, і він був розкасований.
Тим часом Потьомкін був призначений 11 травня 1821 начальником 4-ї піхотної дивізії. Дивізією командував до 2 жовтня 1827, з 22 грудня 1824 року — генерал-лейтенант. У 1828-1829 рр. бився в російсько-турецькій війні. У 1830 році Яків Потьомкін отримав призначення на посаду тимчасового генерал-губернатора  Волинської і  Подільської губерній.

## Нагороди
ордена:
- Олександра Невського, с алмазами;
- Св. Анни 1-й і 2-й ст. з алмазами;
- Володимира 2-й, 3-й і 4-й ст.;
- Георгія 3-го і 4-го кл.,
- Почесний кавалер Іоанна Єрусалимського;
- Прусські Пур ле Меріт і Червоного Орла 2-й ст.;
- Австрійський Військовий Марії Терезії 3-й ст .;
- Кульмський хрест;
- Дві золоті шпаги «за хоробрість» (одна з алмазами).

## Сім'я

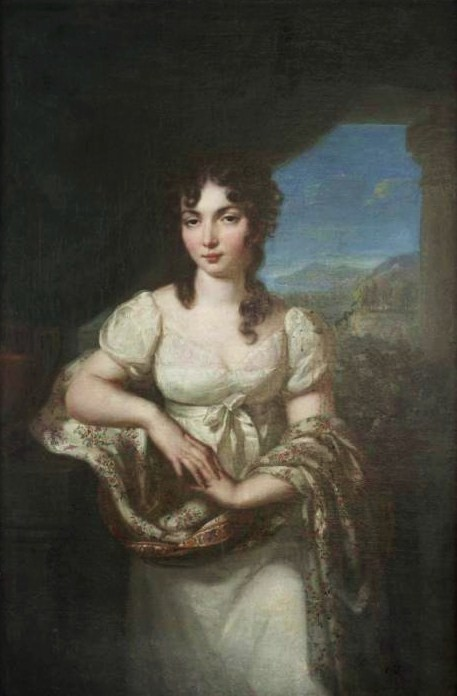
Варвара Іванівна, 1-а дружина

Був одружений тричі: перша дружина (з травня 1805 роки) — Варвара Іванівна Сафонова  (1786-01.11.1810), правнучка горнозаводчиков А. М. Демидова і купця М. І. Сердюкова. Померла від сухот на 24 році життя через кілька днів після народження дочки Олександри (1810—1824). Обидві поховані на кладовищі Олександро-Невської лаври.
Друга дружина (з 20.01.1818) — Варвара Дмитрівна Бахметєва (1799-12.05.1825), дочка генерал-майора Дмитра Григоровича Бахметова. Померла в Москві і, за словами А. Я. Булгакова, «смерть молодої, прекрасної Потьомкіної звернула на себе увагу цілого міста». У шлюбі мали дочку і двох синів:
- Софія Яківна  (1818—1887), з 1838 року було одружена з ліфляндським поміщиком бароном Едуардом Генріховичем фон Вольфом (1817—1883).
- Олександр Якович (1820-після 1865), по відкликанню родички, був «людина з великим смаком і цікавився всім», в своєму маєтку Оброчне мав чудову бібліотеку, рідкісні оранжереї і сад фруктовий. «Не дивлячись на свою повноту і велике зростання він був граціозний, легкий і танцював артистично». Дружина його, графиня Варвара Олексіївна Толстая, була «дуже розумна і гідна жінка». Залишив трьох синів і двох дочок.
- Олексій Якович  (18.07.1822-15.07.1849), відставний поручик, був нижегородським губернським предводителем дворянства (з 12.03.1849). Одружений з Варварою Петрівною Наришкіною (1821?), У другому шлюбі вона була з французом Шово.

Третя дружина (з 15.01.1830) — Ольга Федорівна Бріскорн (22.03.1808-1852), фрейліна двору, дочка сенатора Федора Максимовича Бріскорн (1760—1819) від шлюбу з Ольгою Костянтинівною Струковою (1776—1836; ур. Маврогені). Згідно зі спогадами Сушкова Е. А. "за миленькою і гарненькою Ольгою Б. доглядав князь  Ростислав Долгоруков, він сподівався на взаємність і вже порозумівся з нею, як вона несподівано для всіх і для себе, здається, дала слово шістдесятирічному генерал-ад'ютанту. Бідний Ростислав дуже сумував, звіряв мені свої думки, почуття, спрагу помсти і раз зайшов так далеко, що запропонував одружитися зі мною, аби довести Ользі, що він і не думає більше про неї. Вінчання було в Петербурзі в Придворному соборі в Зимовому палаці. Доллі Фекельмон писала про подружжя Потьомкіних: "Він вдівець, дружина його була цікавою персоною. Нещодавно він повторно одружився з молодою і досить гарною дівчиною з не надто родовитої, але багатої сім'ї, до того ж спадкоємицею … Вона красива, дуже ніжна, соромлива". У шлюбі народилася дочка Олександра померла 17 листопада 1830 в 3-х тижневому віці. Овдовівши, Ольга Федорівна в 1834 році стала дружиною генерал-лейтенанта Мейендорфа Єгора Федоровича (1794—1879).

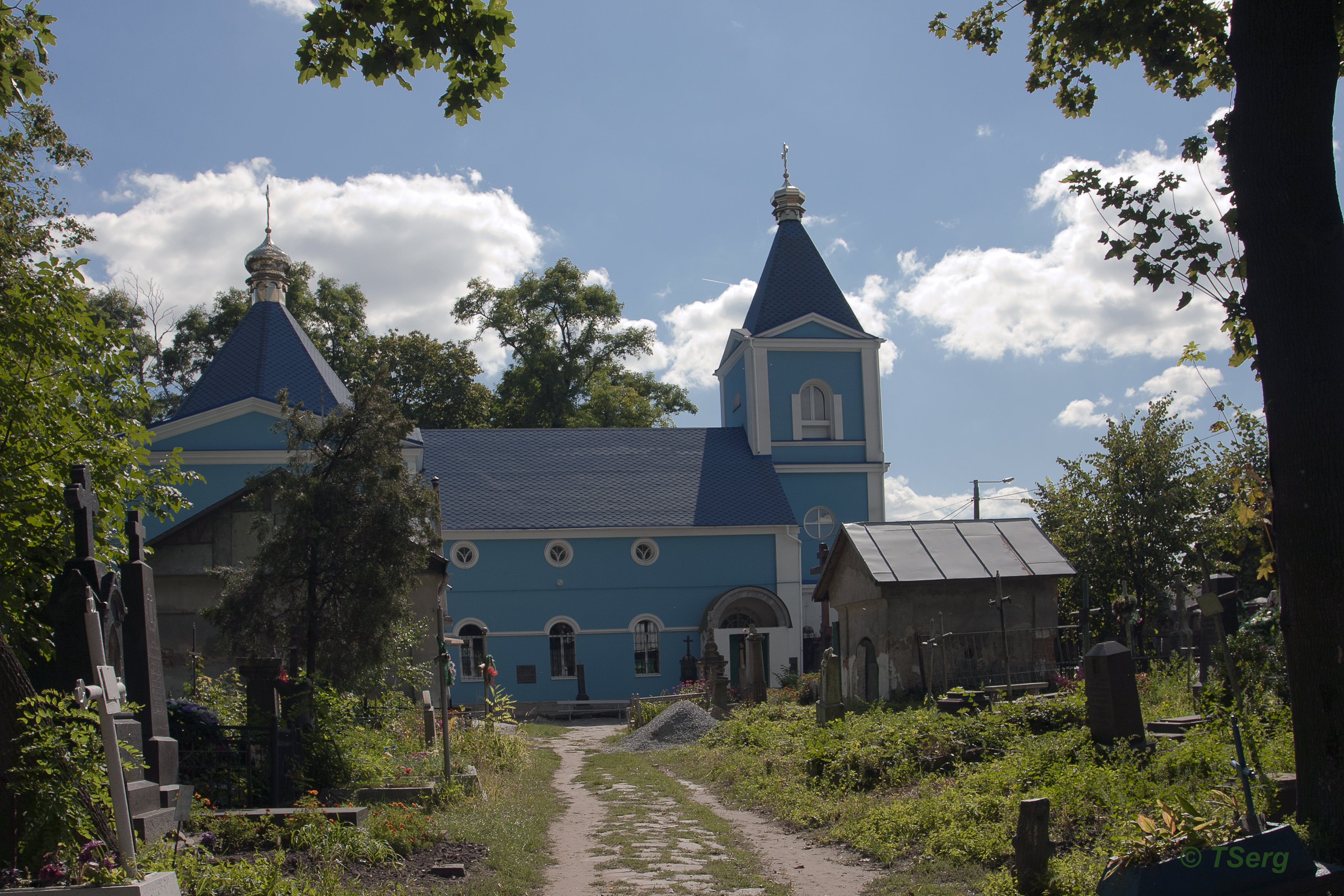
Церква Святого Якова у Житомирі

Потьомкін похований в Житомирі на Вільському (Російському) кладовищі, де його вдова в 1837 р. побудувала церкву в ім'я тезоіменитого святого, Св. Апостола Якова.